# Afexares
Afexar (em persa: افشار; romaniz.: Afshar; também transliterado como Afşar,Avşar, Awshar, Afshar ou Afschar; plural: Afşari ou Afşarlari) é um grupo étnico iraniano originário da Ásia Central. Integra o ramo Oguz dos povos túrquicos. Os afexares constituem uma das sete tribos.

## Origem
Segundo a tradição, Afexar é o filho mais velho de Jidiz Cã, o terceiro filho do legendário Oguz Cã. Em português, Afexar significa "caçador hábil" ou "aquele que liquida um negócio prontamente".
A origem dos Afexares remonta a um grupo de tribos oguzes que se deslocaram dos planaltos do Qibtshag, no Turquestão, em direção ao Irã. Muitos deles chegaram à Síria e mesmo à Ásia Menor. A maior parte do clã, entretanto, permaneceu no Cuzestão, sudoeste do Irã. Sob a direção de seu líder Xumla (1148–1174), pouco a pouco o clã aumentou sua influência política.
Forçados pelos mongóis a deixar seu lugar de origem, os afexares instalaram-se na Pérsia e no Azerbaidjão, no final do século XII.

## Ascensão política
A ascensão dos Safávidas ao poder no Irã, no início do século XVI corresponde a um aumento do poder do clã. Com efeito, uma parte de suas elites será parte do exército dos Qizilbash - uma coalizão de clãs xiitas do, predominantemente de língua turca.
Os Qizilbash, unidos pela crença na doutrina safávida do xiismo, conduzirão Ismail Xá Safavi (1499–1529) ao trono, dando início à dinastia dos safávidas. Posteriormente o xá designou os chefes das tribos integrantes da coalizão de apoio como seus representantes nas diferentes províncias iranianas. Por determinação do soberano, que pretendia deter os uzbeques, os afexares se transferiram do Azerbaidjão para o Coração.
Já no século XVIII, a fraqueza dos Safávidas diante dos afegãos terá como consequência um dos períodos mais sangrentos da história do Irã, convertido em alvo de pilhagens e massacres.
Nesses anos turbulentos, um dos chefes afexares, Nader Coli Bei Afexar, destaca-se como líder militar, ao expulsar os afegãos e restaurar o trono do safávida Tamaspe II, que será, no entanto, deposto pouco depois. Nader assumirá então a regência do Império Safávida, passando posteriormente a ocupar o trono ele próprio, como Nader Xá, dando assim início ao Império Afexárida regido por sua dinastia homônima.
Os afexares são ainda muito numerosos no Azerbaidjão, Coração, Carmânia, Cuzestão, Veramim, Zanjã, Hamadã e Mazandarão e dentre eles, ainda existem grupos nômades.
Falam uma língua túrquica - afexar, por muitos considerada como um dialeto azerbaidjano. Todavia, assim como no caso de muitas outras línguas túrquicas, a contiguidade de múltiplos dialetos torna difícil a distinção de limites entre línguas e dialetos. O afexar se distingue do azeri por um grande número de palavras de empréstimo do dari e pequenas diferenças fonéticas na pronúncia de vogais.